# Hamadan
Hamadan ali Hamedan (perzijsko همدان‎‎, Hamadān, staroperzijsko Haŋgmetana, Ekbatana) je glavno mesto iranske province Hamadan. Leta 2006 je imelo 473.149 prebivalcev v 127.812 družinah.
Hamadan je verjetno eno od najstarejših iranskih mest in eno od najstarejših na svetu. Možno je, da so ga okrog leta 1100 pr. n. št. zasedli Asirci. Starogrški zgodovinar Herodot navaja, da je bilo okrog leta 700 pr. n. št. glavno mesto Medijcev.
Hamadan stoji na nadmorski višini 1.850 m na zelenem vznožju 3.574 visokega Alvanda v srednjezahodnem delu Irana. Zaradi svoje zgodovine in naravnega okolja je zlasti poleti priljubljen cilj turistov. Od prestolnice Teheran je oddaljen 360 km.
Glavne mestne znamenitosti so napis Gandž Name kakšnih 5 km južno od mesta ter Avicennov in Baba Tahirjev spomenik. Večino mestnega prebivalstva tvorijo Perzijci. V mestu je tudi znatna azerbajdžanske manjšina.

## Zgodovina
Hamadan je zelo staro mesto, ki je bilo verjetno omenjeno že v klinopisnih besedilih približno leta 1100 pr. n. št. v času asirskega kralja Tiglata Pilesarja I., zagotovo pa ga omenja Herodot (i.98), ki pravi, da je medijski kralj Diok v 7. stoletju pr. n. št. zgradil mesto Agbatana ali Ekbatana.
Hamadan so ustanovili Medijci za prestolnico svojega cesarstva. Kasneje je bil ena od več prestolnic Ahemenidske dinastije.
V Svetem pismu je omenjen v Ezrovi knjigi, ki pravi, da so v Ekbatani odkrili svitek z dovoljenjem kralja Dareja, da se v Jeruzalemu zgradi nov tempelj.
V partskem obdobju je bil prestolnica cesarstva Ktezifon ob Tigrisu v Mezopotamiji, Hamadan pa je bil poletna prestolnica in rezidenca partskih vladarjev. Za Parti so Sasanidi v Hamadanu zgradili svoje poletne palače. Po bitki pri Nahavandu je Hamadan prišel pod oblast muslimanskih Arabcev.
V Bujidski monarhiji je mesto utrpelo veliko škode. V 11. stoletju so Seldžuki preselili svojo prestolnico iz Bagdada v Hamadan. Mesto je zatem doživljalo vzpone in padce kot so jih doživljale regionalne sile in bilo med invazijo Timuridov popolnoma uničeno. V safavidskem obdobju se je začelo ponovno razvijati. V 18. stoletju se je vdalo Osmanskim Turkom, po podpisu mirovnega sporazuma med Iranom in Osmanskim cesarstvom pa je ponovno pripadlo Iranu.
Hamadan je stal ob svilni cesti in bil zaradi svojega geografskega položaja in mreže trgovskih poti v zahodni Perziji in Iranu še v zadnjih stoletjih živahno trgovsko središče.
Med prvo svetovno vojno je bil prizorišče težkih bojev med Rusi na eni ter Turki in Nemci na drugi strani. Nazadnje ga je zasedla britanska vojska in ga po koncu vojne leta 1918 vrnila Iranu.
| Predhodnik: -       | Prestolnica Medijskega cesarstva Kot "Ekbatana" 678–549 pr. n. št.                             | Naslednik: -        |
| Predhodnik: -       | Prestolnica Ahemenidskega cesarstva (Perzija) Kot "Ekbatana" (poletna prestolnica) 550–330 BCE | Naslednik: -        |
| Predhodnik: Isfahan | Prestolnica Seldžuškega cesarstva (Perzija)]] (zahodna prestolnica) 1118–1194                  | Naslednik: -        |
| Predhodnik: Isfahan | Prestolnica Irana (Perzija) 1118–1194                                                          | Naslednik: Gurgandž |

## Podnebje
Provinca Hamadan leži vzhodno od gorovja Zagros v gorati regiji z zmernim podnebjem. Obsežne ravnine severno in severovzhodno od province so vzrok za močne vetrove, ki pihajo skoraj celo leto.
V regiji pihajo različni vetrovi. Severni in severovzhodni vetrovi spomladi in pozimi so običajno vlažni in prinašajo dež. V jeseni pihajo vetrovi v smeri zahod-vzhod in lokalni vetrovi, ki se razvijejo zaradi razlik v zračnem tlaku med ravninami in goratimi predeli.
| Podnebni podatki za Hamadan      | Podnebni podatki za Hamadan | Podnebni podatki za Hamadan | Podnebni podatki za Hamadan | Podnebni podatki za Hamadan | Podnebni podatki za Hamadan | Podnebni podatki za Hamadan | Podnebni podatki za Hamadan | Podnebni podatki za Hamadan | Podnebni podatki za Hamadan | Podnebni podatki za Hamadan | Podnebni podatki za Hamadan | Podnebni podatki za Hamadan | Podnebni podatki za Hamadan |
| Mesec                            | Jan                         | Feb                         | Mar                         | Apr                         | Maj                         | Jun                         | Jul                         | Avg                         | Sep                         | Okt                         | Nov                         | Dec                         | Letno                       |
| -------------------------------- | --------------------------- | --------------------------- | --------------------------- | --------------------------- | --------------------------- | --------------------------- | --------------------------- | --------------------------- | --------------------------- | --------------------------- | --------------------------- | --------------------------- | --------------------------- |
| Rekordno visoka temperatura °C   | 17.0                        | 19.0                        | 25.0                        | 28.0                        | 33.0                        | 39.0                        | 40.6                        | 39.4                        | 36.4                        | 30.0                        | 23.0                        | 18.8                        | 40.6                        |
| Povprečna visoka temperatura °C  | 2.0                         | 4.3                         | 11.5                        | 18.1                        | 23.9                        | 30.9                        | 34.9                        | 34.2                        | 29.8                        | 21.9                        | 13.7                        | 5.9                         | 19.3                        |
| Povprečna dnevna temperatura °C  | −4.6                        | −2.2                        | 4.5                         | 10.4                        | 15.5                        | 21.3                        | 25.3                        | 24.3                        | 19.0                        | 12.1                        | 5.3                         | −0.9                        | 10.8                        |
| Povprečna nizka temperatura °C   | −10.5                       | −8.2                        | −2.1                        | 2.7                         | 6.4                         | 9.8                         | 13.9                        | 12.8                        | 7.0                         | 2.5                         | −2.1                        | −6.6                        | 2.1                         |
| Rekordno nizka temperatura °C    | −34                         | −33.0                       | −21                         | −12.0                       | −3.0                        | 2.0                         | 7.0                         | 4.0                         | −4.0                        | −7.0                        | −14.5                       | −29                         | −34                         |
| Povprečna količina padavin mm    | 46.3                        | 43.6                        | 49.4                        | 49.8                        | 37.8                        | 3.7                         | 2.0                         | 1.8                         | 0.8                         | 20.7                        | 26.9                        | 40.9                        | 323.7                       |
| Povp. št. deževnih dni           | 11.6                        | 11.1                        | 12.4                        | 12.1                        | 9.5                         | 2.0                         | 1.3                         | 1.6                         | 1.0                         | 5.6                         | 6.8                         | 10.1                        | 85.1                        |
| Povp. št. sneženih dni           | 8.8                         | 8.2                         | 4.2                         | 0.6                         | 0                           | 0                           | 0                           | 0                           | 0                           | 0.2                         | 0.9                         | 6.9                         | 29.8                        |
| Povprečna relativna vlažnost (%) | 76                          | 73                          | 64                          | 56                          | 50                          | 36                          | 31                          | 31                          | 34                          | 48                          | 61                          | 73                          | 53                          |
| Povp. št. sončnih ur             | 131.8                       | 137.1                       | 174.5                       | 199.6                       | 258.5                       | 341.8                       | 342.7                       | 322.2                       | 295.6                       | 234.3                       | 183.1                       | 135.3                       | 2.756,5                     |
| Vir: NOAA (1961-1990)            |                             |                             |                             |                             |                             |                             |                             |                             |                             |                             |                             |                             |                             |

|  |  |  |

Hamadan leži v bližini gore Alvand in ima suho poletno celinsko podnebje (Köppnova podnebna klasifikacija Dsa), ki prehaja v hladno pustinjsko podnebje s snežnimi zimami (Köppnova podnebna klasifikacija BSk). Je eno od najhladnejših mest v Iranu. V najhladnejših zimskih dneh temperatura lahko pade pod -30 °C. Snežne padavine pozimi so običajne. Sneg lahko obleži do dva meseca. Med kratkim poletjem je vreme milo, prijetno in večinoma sončno.

## Prebivalci
Raziskava leta 1997 je pokazala, da ima provinca Hamadan 1.677.957 prebivalcev. Po uradnih statističnih podatkih iz leta 1997 je imelo okrožje Hamadan 563.444 prebivalcev. Poleg večinskih Perzijcev je v okrožju tudi znatna manjšina Azerbajdžancev in manjša skupina Judov.

## Kultura
Hamadan je dom številnih pesnikov in prizorišče kulturnih dogodkov. Zanj se govori, da spada med najstarejša stalno naseljena mesta na svetu. Nekateri verjamejo, da je v mestu grob svetopisemske Ester in njenega strica Mordekaja.
Vedno je bil znan po obrteh, zlasti strojarstvu, lončarstvu in tkanju preprog.
Iranska organizacija za kulturno dediščino je samo v Hamadanu evidentirala 207 mest zgodovinskega in kulturnega pomena.
V Hamadanu je pokopan znanstvenik in pisec Abu Ali Sina, na zahodu bolj znan kot Avicenna. V mestu je pokopan tudi Baba Tahir, iranski pesnik iz 11. stoletja. V mestu je bil v 9. stoletju rojen Badi Al Zaman Al Hamadani, avtor zbirke približno 400 arabskih zgodb, od katerih se jih je ohranilo približno 52.

## Galerija
- Grobnica Baba Tahirja
- Notranjost grobnica Baba Tahirja
- Avicennova grobnica
- Rokopis Kanona medicine v Avicennovi grobnici
- Grobnica Ester in Mordekaja
- Notranjost grobnice Ester in Mordekaja
- Mošeja Emamzada Abdulaha
- Alavianova kupola
- Ganž Name
- Ali Sadrova jama

## Šport
9. junija 2007 je bil po razpustitvi nogometnega kluba PAS Tehran ustanovljen nogometni klub PAS Hamedan, ki trenutno igra v Azadeganski ligi.
V mestu je nekaj športnih kompleksov, med njimi stadiona Qods in Shahid Mofatteh, športni kompleks Tahti in Nacionalni stadion Hamadan.

## Šolstvo
Pred iransko ustavno revolucijo je bilo šolstvo v Hamadanu omejeno na nekaj maktab (osnovna šola) in islamskih teoloških šol. Prva sodobna šola v Hamadanu je bila šola Fahrie Mozafari, zgrajena po revoluciji. Kasneje so nekaj šol v mestu ustanovile tudi tuje institucije.
Najbolj priljubljene univerze v Hamadanu so:
- Univerza Bu-Ali Sina
- Medicinska univerza
- Islamiska univerza Azad
- Tehnološka univerza

## Pobratena mesta
- Kulyab, Tadžikistan
- Buhara, Uzbekistan[13]
- Isparta, Turčija
- Jekaterinburg, Ruska federacija